# Rhodomyrtus tomentosa
Rhodomyrtus tomentosa
Espèce
Rhodomyrtus tomentosa, également connu sous les noms de Myrte-groseille ou de Feijoa en français ou de Rose Myrtle en anglais, est une espèce de plantes à fleurs de la famille des Myrtaceae. C'est un arbuste originaire du sud et sud-est de l'Asie. On le trouve en Inde, dans le Sud de la Chine, à Hong Kong, à Taïwan et aux Philippines, dans le Sud de la Malaisie et de Célèbes. Il pousse sur les côtes, dans les forêts naturelles, les zones riveraines, les zones et forêts humides, en marge des tourbières, du niveau de la mer jusqu'à 2400 m d'altitude. L'espèce a été introduite dans d'autres régions du monde et est devenue envahissante dans certaines d'entre elles.

## Description
Rhodomyrtus tomentosa est un arbuste à feuillage persistant qui pousse jusqu'à 4m (12 pieds) de haut. Les feuilles sont opposées, coriaces, de 5 à 7 cm de long et de 2 à 3,5 cm de large, trois nervures partant de la base, de forme ovale, obtus à pointu à la pointe, vert brillant dessus, densément gris ou rarement jaunâtre poilu en dessous, avec un large pétiole et une marge entière. Les fleurs sont solitaires ou en groupes de deux ou trois, de 2,5-3 cm de diamètre, avec cinq pétales qui sont teintés extérieure blanche avec intérieur rose violacé ou tout rose.
Le fruit est comestible, 10-15 mm de long, violet, rond, trois ou quatre alvéoles, coiffé de persistants lobes en calice, doux, avec 40-45 graines dans une double rangée dans chaque cellule; la dispersion des graines est faite par les oiseaux et les mammifères frugivores. La production de semences et la germination ont un taux élevé,,.

## Dénominations
Synonymes
Les synonymes sont Myrtus canescens Lour., Myrtus tomentosa Aiton, Rhodomyrtus parviflora Alston, et Rhodomyrtus tomentosa (Aiton) Wight.
Les autres noms communs incluent Ceylon hill gooseberry (anglais), Downy myrtle (anglais, en Floride), Downy rose myrtle (anglais, en Floride), Hill gooseberry (anglais), Hill guava (anglais), Isenberg bush (anglais, à Hawaï), Kemunting (malaisien), Gangrenzi (chinois).

## Culture et utilisations
Il a montré sa promesse comme espèce résistante pour une utilisation de zones coupe-feu dans l'Himalaya. C'est une plante ornementale populaire dans les jardins des domaines tropicaux et subtropicaux, cultivée pour ses fleurs abondants et comestibles. Le fruit peut être utilisé dans les tartes et les confitures, ou dans des salades. Dans l'île de Phu Quoc au Vietnam, les fruits sont utilisés pour produire un vin appelé "Ruou sim" ; on en fait aussi des gelées ; ils sont conservés dans du sirop pour l'exportation.

## Gestion
C'est devenu une espèce envahissante dans certains pays. Sa diffusion pour former de gros fourrés monospécifiques entraine le déplacement de la flore et de la faune indigènes. En particulier, les zones touchées sont la Floride, Hawaï, et la Polynésie française.
Il est capable d'envahir une gamme d'habitats, des flatwoods de pin aux marais de la mangrove. Il pousse dans une large gamme de sols, y compris les sols côtiers salés, mais est sensible au brouillard salin lourd. Il s'est adapté aux incendies, à savoir qu'il est en mesure de produire des rejets prolifiques après un incendie.
Cette espèce envahit le sous-bois des pinelands indigènes [homonymie nécessaire] en Floride, formant des fourrés denses monospécifiques qui déplacent la flore et la faune indigènes par la surpopulation et la concurrence. Il a le potentiel de modifier les régimes de feux naturels des zones envahies.
Une évaluation des risques de Rhodomyrtus tomentosa pour Hawaï et d'autres îles du Pacifique a été préparé par le Kaulunani Urban Forestry Program et l'US Forest Service. Le système de contrôle de plantes exotiques (Alien plant screening system) est dérivé de la publication de Pheloung et al. (1999) avec des modifications mineures pour son utilisation dans les îles du Pacifique. Le résultat est un score de 8 et une recommandation de "susceptibles de provoquer des dommages écologiques ou économiques considérables à Hawaï et sur d'autres îles du Pacifique, comme déterminé par un score élevé du WRA (Weed Risk Assessment), qui est basé sur des sources publiées décrivant la biologie des espèces et le comportement à Hawaï et/ou dans d'autres parties du monde".
Dans la gestion intégrée, les semis peuvent être supprimés manuellement. Les arbustes matures peuvent être abattus à l'aide d'une tronçonneuse ou une brosse, et les souches traitées avec un herbicide commercial.
Il a été introduit en Floride et à Hawaï dans les années 1920 (Degener, 1963 ; Langeland et Burks, 1999). En Floride, il s'est maintenant étendu à 17 districts (Centre de Ressources naturelles, 2003). Sur Hawaï, il formait des fourrés impénétrables sur Kauai et Hilo dans les années 1950 (Hosaka et Thistle, 1954 ; Langeland et Burks, 1999). Il est actuellement sur la liste des mauvaises herbes nuisibles de l'État d'Hawaï, Meyer, 1998. Des recherches ont été menées à l'Université de la Floride de 1998 à 2000 afin de décrire son écologie et de déterminer les méthodes de contrôle efficaces pour cette espèce.
C'est également un problème grave sur Raiatea, en Polynésie française.

## Galerie

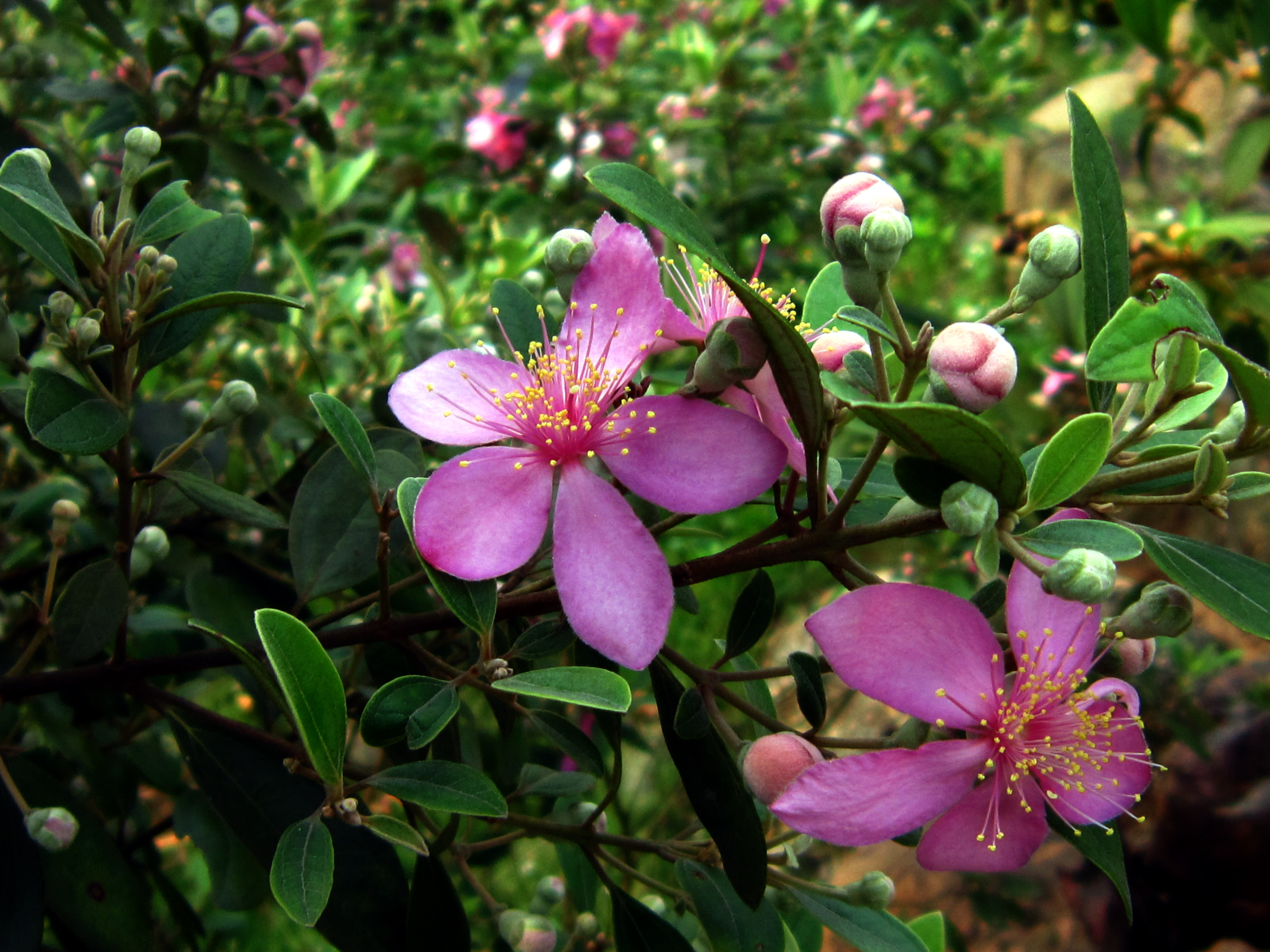
Fleurs de Rhodomyrtus tomentosa.
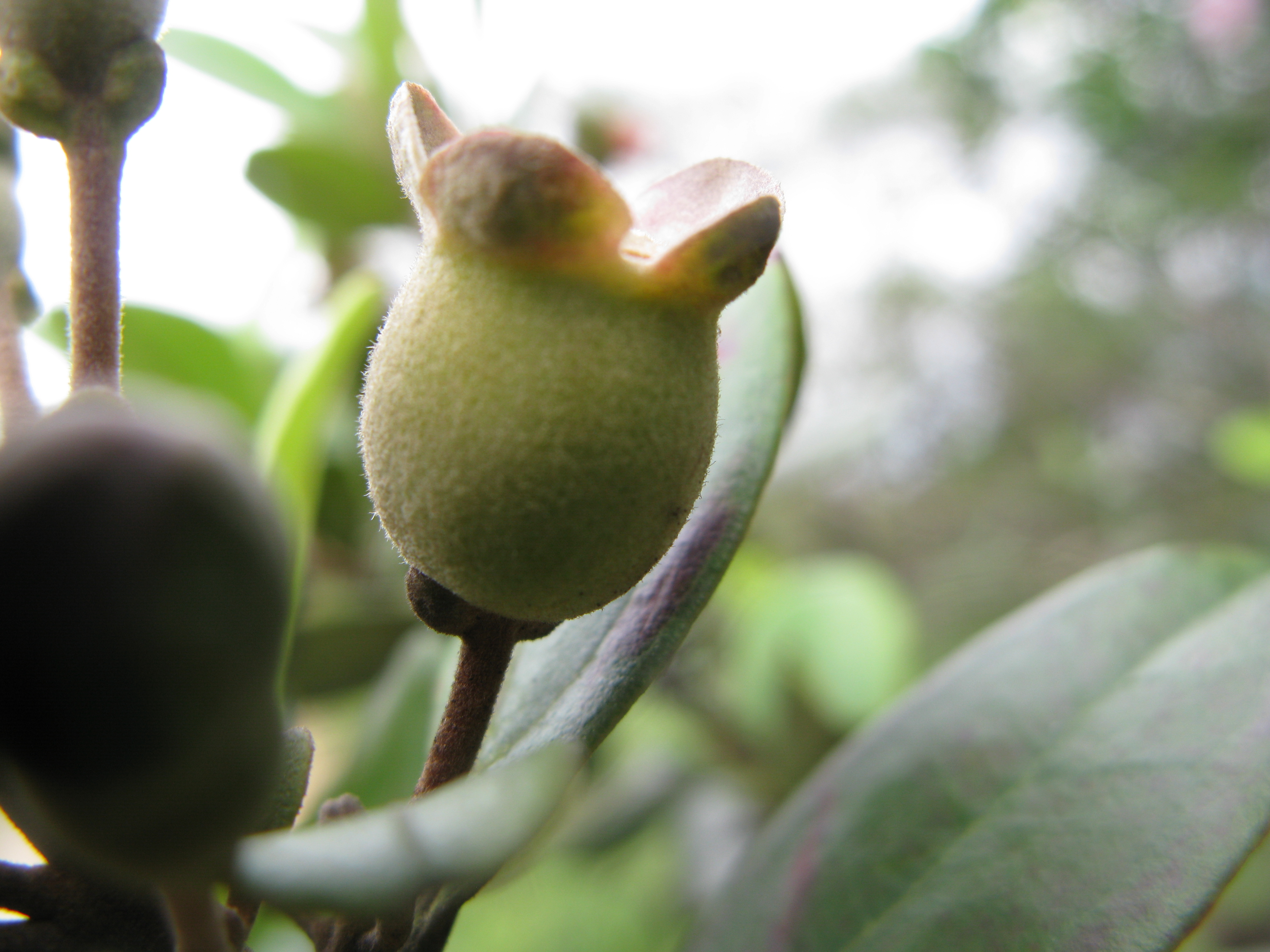
Fruit immature de Rhodomyrtus tomentosa.
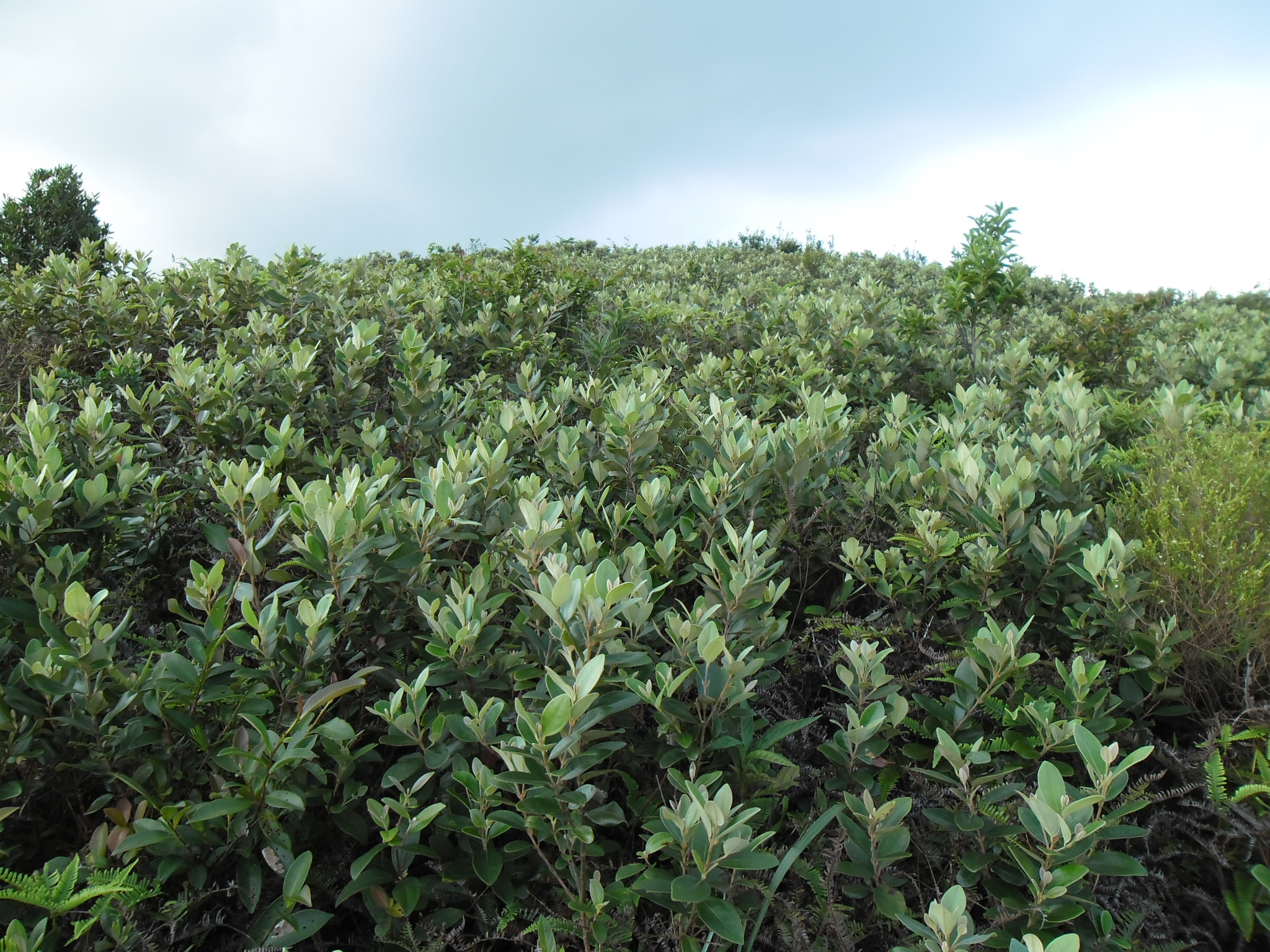
Arbustes de Rhodomyrtus tomentosa à Sai Kung, à Hong Kong.
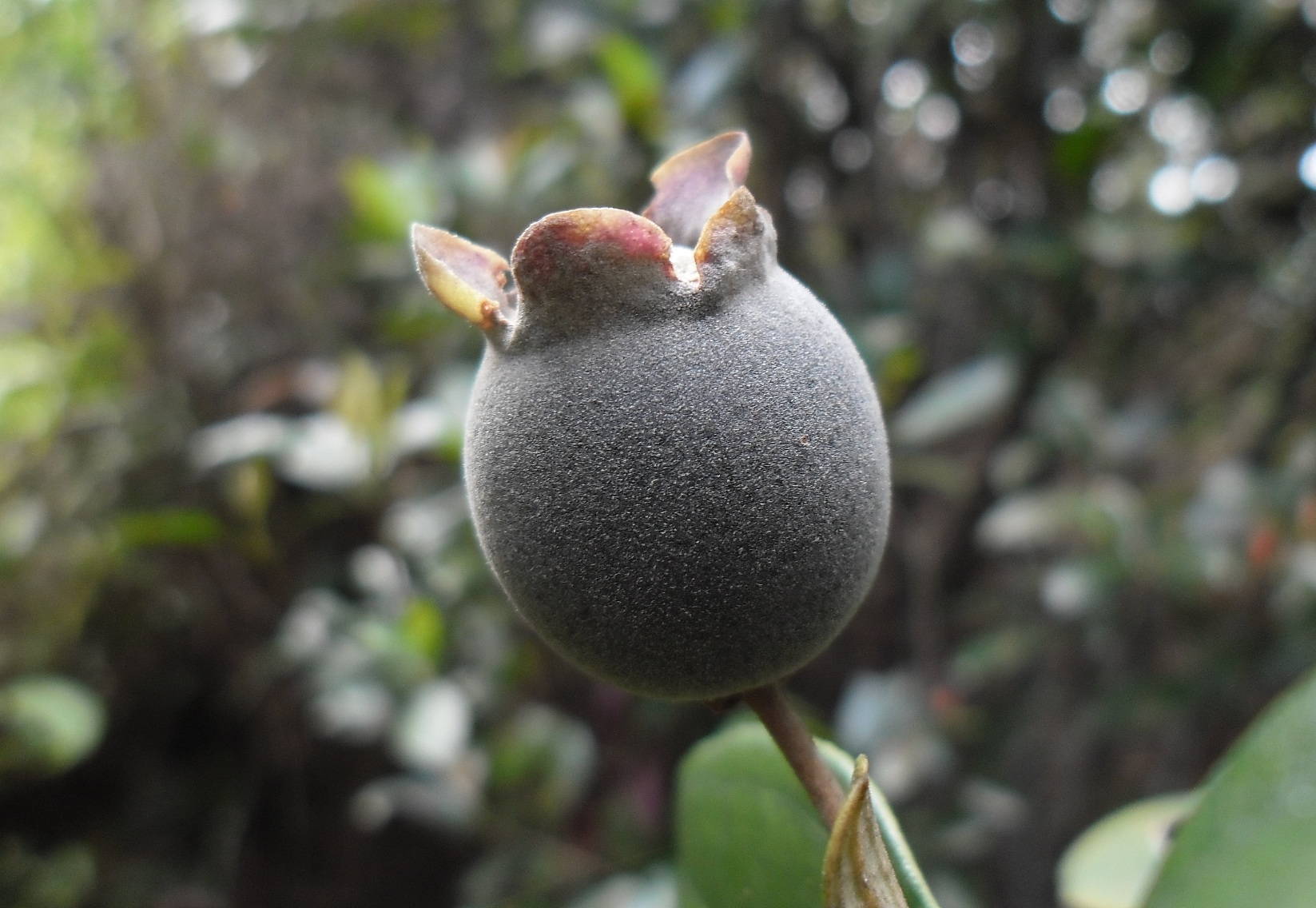
Macro haute définition de la fleur native, avec son fruit à Hong Kong.